# Lourdios-Ichère
Lourdios-Ichère ist eine französische Gemeinde mit 141 Einwohnern (Stand 1. Januar 2022) im Département Pyrénées-Atlantiques in der Region Nouvelle-Aquitaine (vor 2016: Aquitanien). Sie gehört zum Arrondissement Oloron-Sainte-Marie und zum Kanton Oloron-Sainte-Marie-1 (bis 2015: Kanton Accous).
Der Name in der gascognischen Sprache lautet Ardiòs-Ishèra. Die Bewohner werden Lourdiossiens und Lourdiossiennes genannt.

## Geographie
Lourdios-Ichère liegt ca. 25 km südlich von Oloron-Sainte-Marie im Aspetal in der historischen Provinz Béarn.
Die höchste Erhebung im Gebiet der Gemeinde ist der Layens (1.627 m).
Umgeben wird der Ort von den Nachbargemeinden:
|        | Issor                                       |          |
| Arette | Kompassrose, die auf Nachbargemeinden zeigt | Sarrance |
|        | Osse-en-Aspe                                |          |

Lourdios-Ichère liegt im Einzugsgebiet des Flusses Adour.
Zuflüsse des Gave d’Aspe, der beim Zusammenfluss mit dem Gave d’Ossau weiter flussabwärts gemeinsam den Gave d’Oloron bildet, strömen durch das Gemeindegebiet:
- der Ruisseau d’Espalungue und seine Nebenflüsse
  - Arrec de Tielhè und
  - Arrec de Coueyla sowie
- der Gave de Lourdios mit seinen Nebenflüssen
  - Arrec de Laünde, an seinem Oberlauf auch Arrec de Cazaux genannt, und
  - Ruisseau Arric mit seinen Zuflüssen
    - Arrec de Raché,
    - Ruisseau de la Lie und
    - Arrec de Mary.[4]

## Geschichte
Zwei Cromlechs nahe der Quelle des Arrec de Laünde auf der Nordflanke des Berges Saraiilé, weisen auf eine frühe Besiedelung des Landstrichs hin. Die heutige Gemeinde ist 1820 durch eine Herauslösung der Weiler Lourdios und Ichère aus den Gemeinden Osse bzw. Sarrance entstanden. Eine urkundliche Erwähnung von Lourdios erfolgte 1695 in der Form Ordios anlässlich einer Zählung in der Vicomté des Aspetals.

### Einwohnerentwicklung

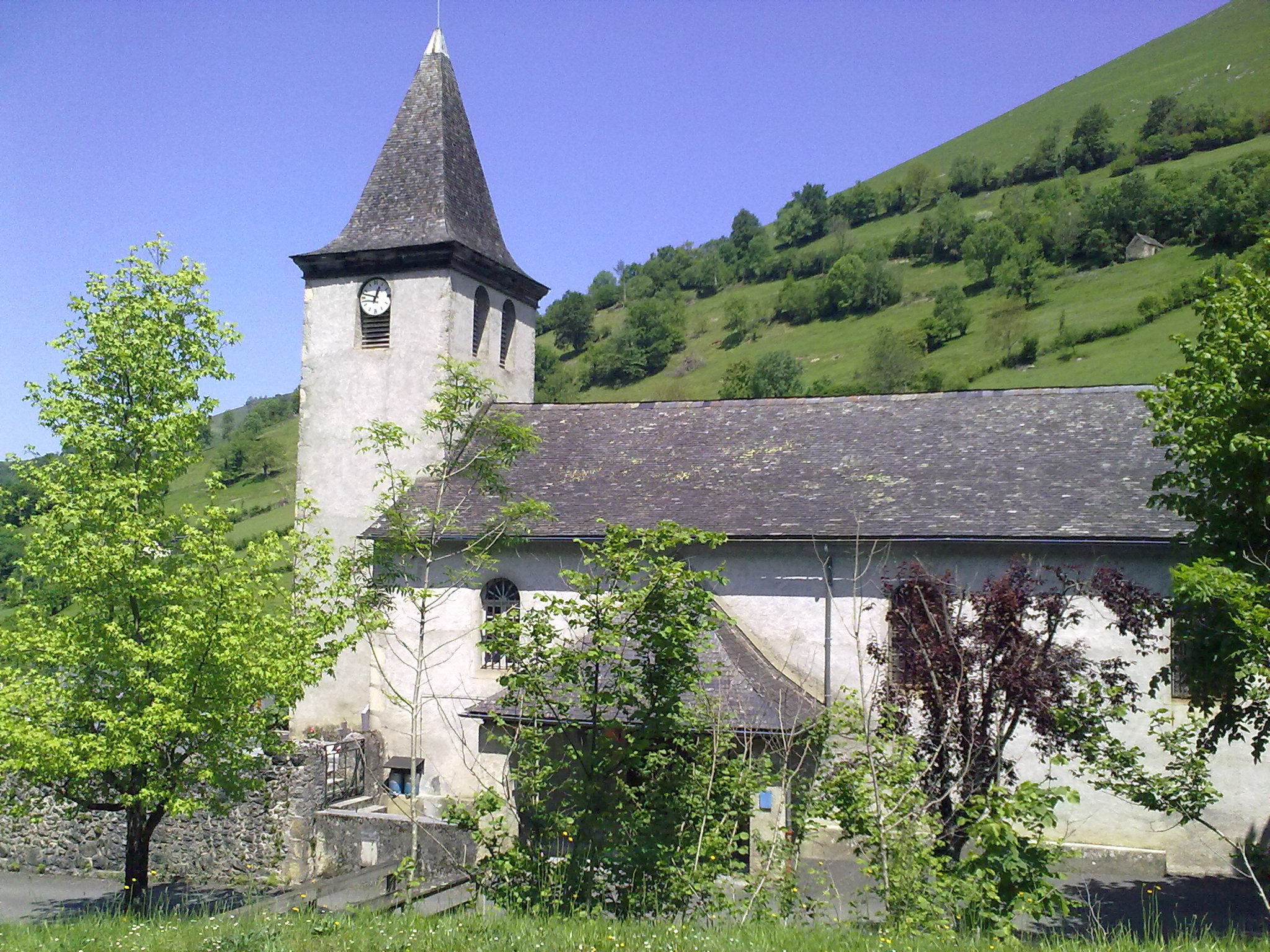
Pfarrkirche Saint-Isidore

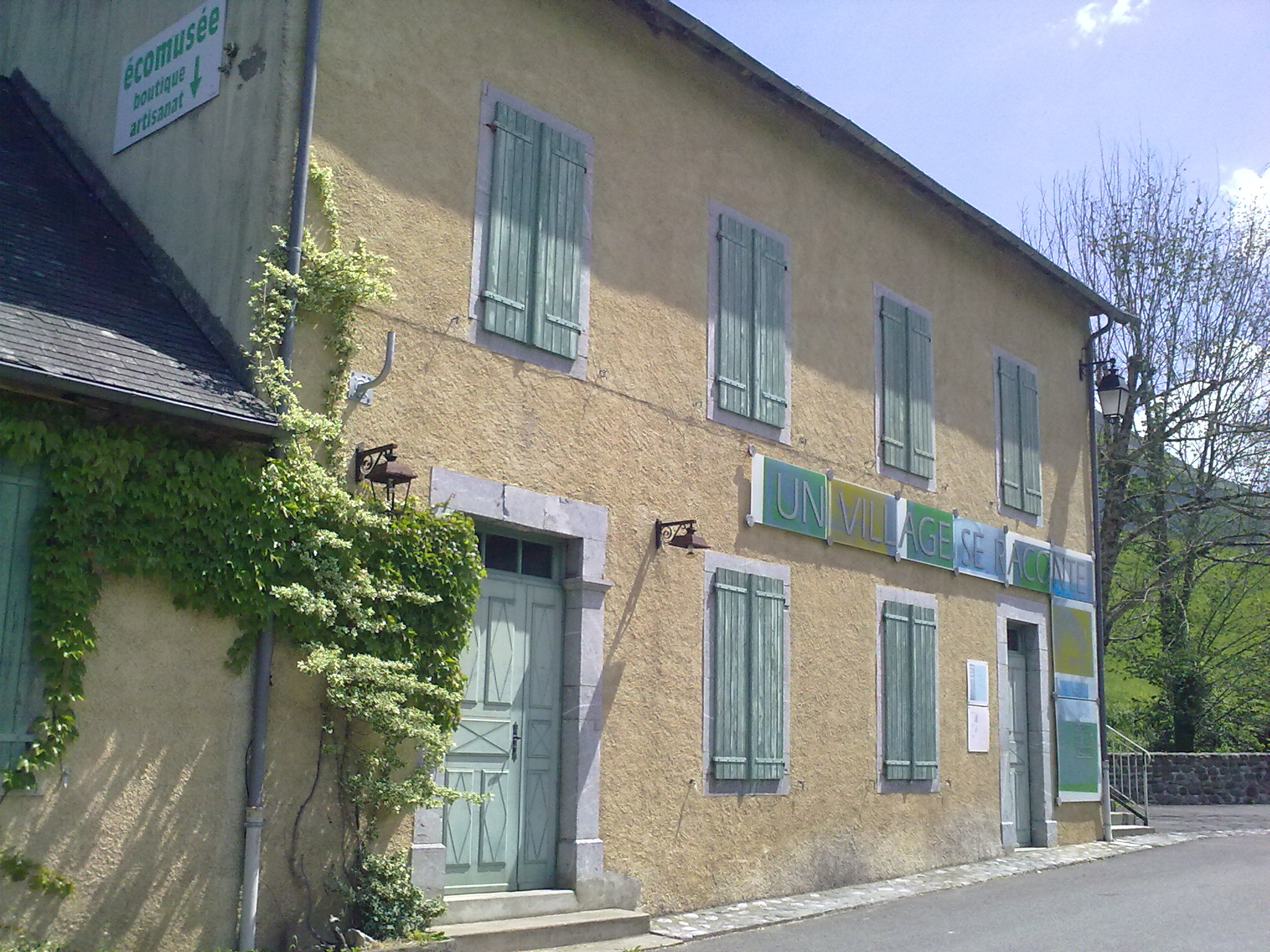
Gebäude des Ecomuseums in Lourdios-Ichère

Nach einem Höchststand der Einwohnerzahl nach der Gründung der Gemeinde im 19. Jahrhundert mit rund 680 Einwohnern setzte die Landflucht ein und reduzierte die Zahl erheblich bis zu den 1980er Jahren auf ein Niveau von rund 150 Einwohnern, das bis heute gehalten wird.
| Jahr      | 1962 | 1968 | 1975 | 1982 | 1990 | 1999 | 2006 | 2009 | 2022 |
| --------- | ---- | ---- | ---- | ---- | ---- | ---- | ---- | ---- | ---- |
| Einwohner | 205  | 184  | 172  | 158  | 175  | 150  | 147  | 149  | 141  |

## Sehenswürdigkeiten
- Pfarrkirche von Lourdios-Ichère, geweiht dem heiligen Isidor. Sie wurde gegen Ende des 17. Jahrhunderts errichtet, wie eine Inschrift mit der Jahreszahl „1674“ über dem seitlichen Eingang an der Südseite belegt. Das Gebäude ist zweifellos ein Neubau einer einfachen Kirche. Es besteht aus einem Langhaus mit Haupt- und Seitenschiff, einem Glockenturm über dem Eingangsvorbau und einer flach abgeschlossenen Apsis. Der Glockenturm ist hierbei 1859 neu gebaut, das nördliche Seitenschiff 1890 errichtet worden. Im Innern birgt die Kirche einen Sarkophagaltar, einen Altaraufsatz mit Pilastern und Sprenggiebel sowie Statuen im Stil der Naiven Kunst.[9]

- Ecomuseum des Aspetals. Es zeigt in drei Gemeinden des Aspetals mit jeweils einem Thema das Leben von gestern und heute in der Gebirgsregion. Die Exponate im Museum in Lourdios-Ichère stehen unter dem Thema „Ein Dorf erzählt von sich und dem bäuerliches Leben im Rhythmus der Jahreszeiten“.[10]

## Wirtschaft und Infrastruktur

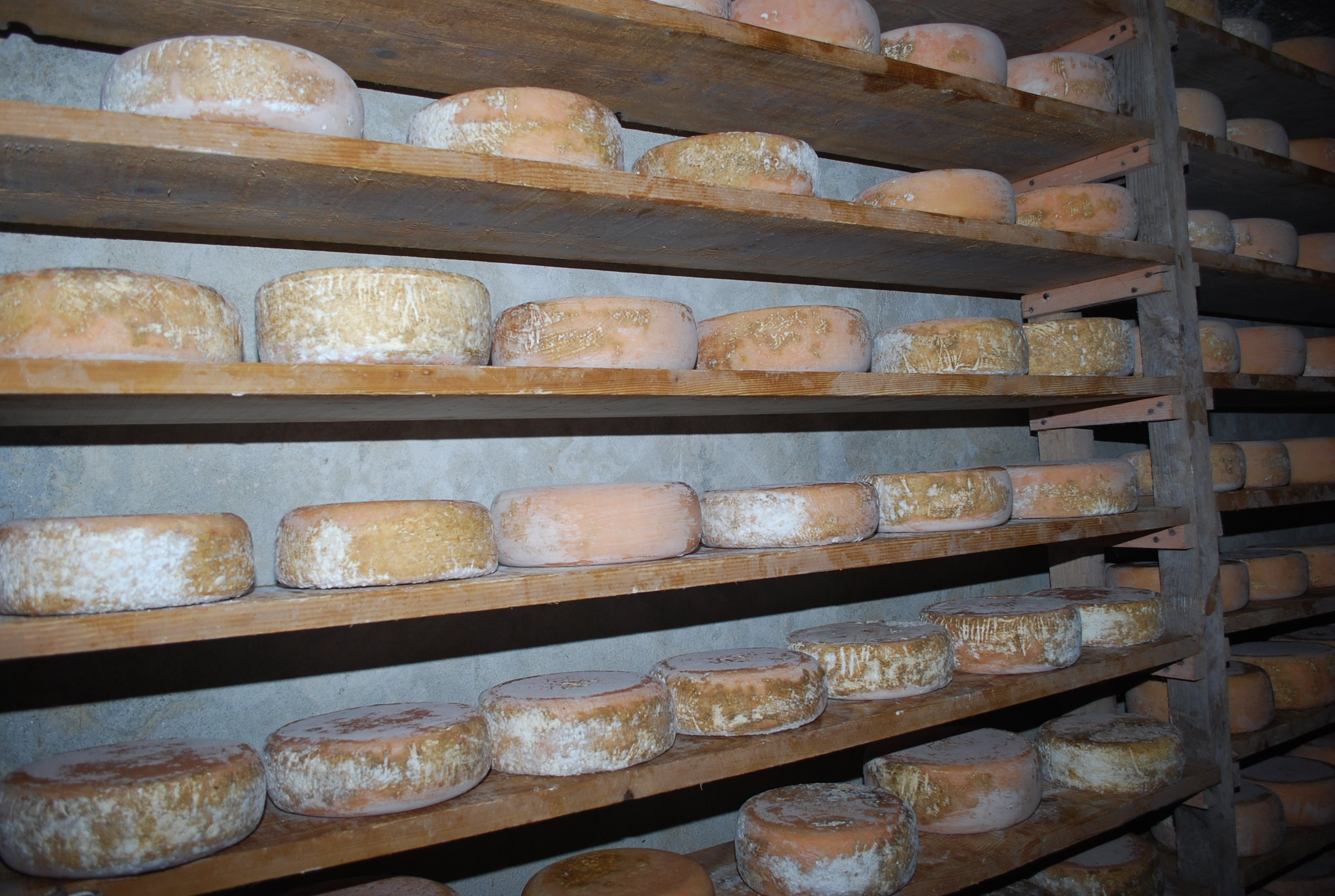
Ossau-Iraty

Die Landwirtschaft und der Tourismus sind die wichtigstem Wirtschaftsfaktoren der Gemeinde. Lourdios-Ichère liegt in den Zonen AOC des Ossau-Iraty, eines traditionell hergestellten Schnittkäses aus Schafmilch, sowie der Schweinerasse und des Schinkens „Kintoa“.

### Bildung
Lourdios-Ichère verfügt über eine öffentliche Grundschule mit 13 Schülerinnen und Schülern im Schuljahr 2017/2018.

### Verkehr
Lourdios-Ichère wird durchquert von den Routes départementales 241 und 341.

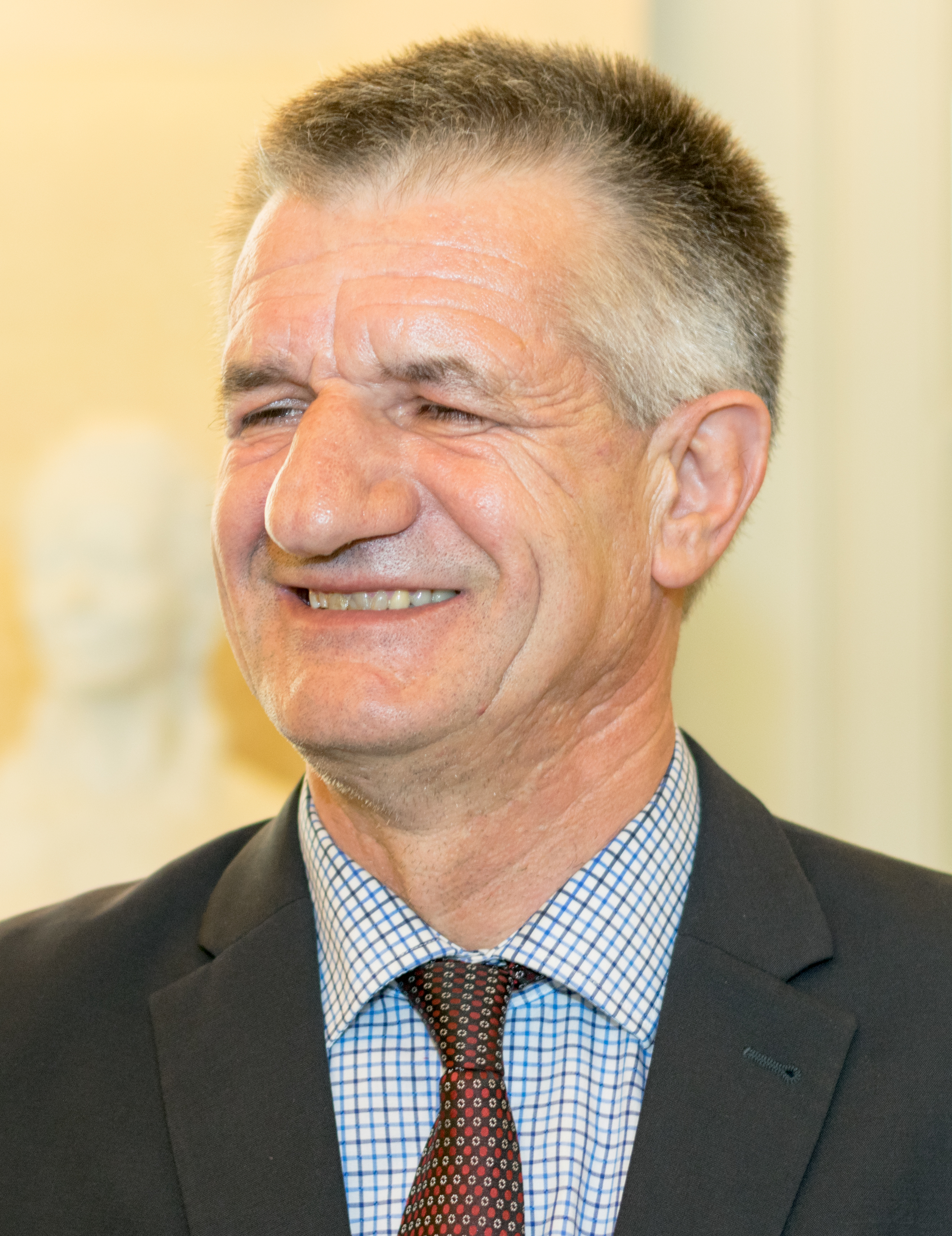
Jean Lassalle, Bürgermeister bis 2017

## Persönlichkeiten
Jean Lassalle, geboren am 3. Mai 1955 in Lourdios-Ichère, ist ein französischer Politiker. Von 1977 bis 2017 bekleidete er das Amt des Bürgermeisters in seiner Heimatgemeinde, seit 2002 ist er Abgeordneter in der Nationalversammlung für das Département. Er kandidierte für die von ihm begründete zentrumsliberale Bewegung Résistons! bei der Präsidentschaftswahl in Frankreich 2017 und erreichte im ersten Wahlgang Rang sieben unter elf Kandidaten.